# Баррі Гокінс
Ба́ррі Го́кінс (англ. Barry Hawkins нар.23 квітня 1979) — англійський професіональний гравець в снукер, переможець трьох рейтингових турнірів, гравець топ-16 світового рейтингу професіоналів.
Баррі Гокінс став професіоналом у 1996 році, але став відомим лише в сезоні 2004–2005 років, коли дійшов до 1/8 фіналу Чемпіонату Великої Британії 2004 року, чвертьфіналу British Open 2004 року та півфіналу Welsh Open 2005 року.  Він виграв свій перший рейтинговий титул на Australian Goldfields Open 2012 року.
На Чемпіонаті світу зі снукеру 2013 року Гокінс вперше дійшов до фіналу, який програв чинному чемпіону Ронні О'Саллівану. З тих пір Гокінс доходив до півфіналу Чемпіонатів світу в 2014, 2015, 2017 і 2018 роках, а в 2016 і 2022 роках був фіналістом турнірів Masters.
Хоча Баррі Гокінс правша, в снукер він майже завжди грає лівою рукою. Як плідний брейк-білдер зробив за кар'єру більше 400 сотенних серій, три з яких стали максимальними (147 очок).

## Віхи кар'єри[7]
2002 рік. Демонструє свій потенціал, перемігши Ронні О’Саллівана на Відкритому чемпіонаті Шотландії
2005 рік. Досяг свого першого півфіналу рейтингового турніру на Гран-Прі
2006 рік. Перемагає Діна Джуньху, щоб пройти кваліфікацію в Крусібл і вперше потрапити до топ-16.
2012 рік. Виграє свій перший телевізійний турнір однофреймових матчів Shoot Out. Отримав свій перший рейтинговий титул на Australian Open, перемігши Пітера Ебдона 9-3 у фіналі в Бендіго.  На своєму шляху до фіналу він зламав опір Сяо Годуна, Меттью Стівенса, Меттью Селта і Марка Девіса. За перемогу Баррі отримав 70 000 австралійських доларів і 5000 рейтингових очок.  
2013 рік. Виходить до фіналу Крусібла, де програє Ронні О’Саллівану з рахунком 12-18.
2015 рік. Виграв гранд-фінал Players Championship, перемігши Джерарда Гріна з рахунком 4-0
2016 рік. Уперше досягає фіналу Мастерс, а також потрапляє у фінал Відкритого чемпіонату Північної Ірландії
2017 рік. Виграє свій третій рейтинговий титул на World Grand Prix в Престоні, перемігши Раяна Дея з рахунком 10-7 та зробивши в фіналі п’ять сенчурі.
2018 рік. Виходить до фіналів на Welsh Open, China Open та Shanghai Masters.
2019 рік. Півфіналіст World Grand Prix. Перемагає на Paul Hunter Classic, обігравши у фіналі Кайрена Вілсона з рахунком 4-3. Робить максимальний брейк (147 очок) на чемпіонаті Великої Британії.
2021 рік. Досягає трьох півфіналів на German Masters, Players Championship і Tour Championship.
2022 рік. Вдруге виходить до фінал турніру Masters, перемігши Джадда Трампа з рахунком 6-5 у півфіналі, але потім програвши Нілу Робертсону з рахунком 4-10. Знову потрапляє до фіналу Players Championship, але знову не може перемогти Ніла Робертсона, поступившись йому з рахунком 5-10. Доходить до фіналу European Masters, де програє Кайрену Вілсону з рахунком 3-9.
2023 рік. Виграє свій четвертий рейтинговий титул на European Masters. У фіналі переміг Джадда Трампа з рахунком 9:6.

## Особисте життя
Гокінс перебував у стосунках зі своєю нинішньою дружиною Тарою ще з 2001 року, але пара офіційно одружилася лише в червні 2012 року. У січні 2009 року в них народився син на ім'я Гаррісон. 